# Козловка (Новосергиевский район)
Козловка − село в Новосергиевском районе Оренбургской области. Входит в состав Покровского сельсовета.

## Население
| 2010 |
| ---- |
| 322  |

## История

### Основание Козловки (по словам старожилов)
1865 году зима легла рано. Купцы, которые ездили за товаром в южные страны, были захвачены врасплох. Путь проходил через Самару и вот один из купцов со своим караваном в метель затерялся в степи и остановился около хутора, в котором жили староверы. Этому каравану пришлось зазимовать в этом суровом крае. Фамилия этого купца была Козлов, имя не помнят. Весной он ушел со своим караваном в Пензенскую губернию, но этот необжитый край ему понравился. Летом он привез сюда 16 семей своих крепостных, которые разместились по берегу Самары и начали обживать эти благодатные земли. Вот отсюда и пошли фамилии. Кулешовы, Мосоловы, Гришины. Так было записано в церковной книге. Ведь эти переселенцы в первую очередь построили церковь. Она была маленькая, но в ней совершались все обряды, был свой батюшка. В честь этого помещика и названо село Козловка.

### Основание Козловки (из книги Кузнецова А. П. «Этнографические очерки»)
Козловка, по словам старожилов, основана в начале сороковых годов 19-го столетия. Основатели её государственные крестьяне, вышедшие из Козловского уезда Рязанской губернии и назвавшие деревню именем своего уездного города — Козлова. Причины, заставившие покинуть Родину и идти на новые места-в Оренбургский уезд, слывший тогда за «Сибирь» и «Азию», или вообще за опасную местность, следующие: теснота земельная, малая урожайность земель, даже при удобрении, недостаток в пастбищах, отсутствие сенокосных угодий и тому подобные незавидные условия крестьянства в Козловском уезде.

## Инфраструктура
- Образовательное учреждение МОБУ «Козловская ООШ»[4]
- Сельский клуб СДК «Козловский»
- Козловская сельская библиотека
- Детская площадка

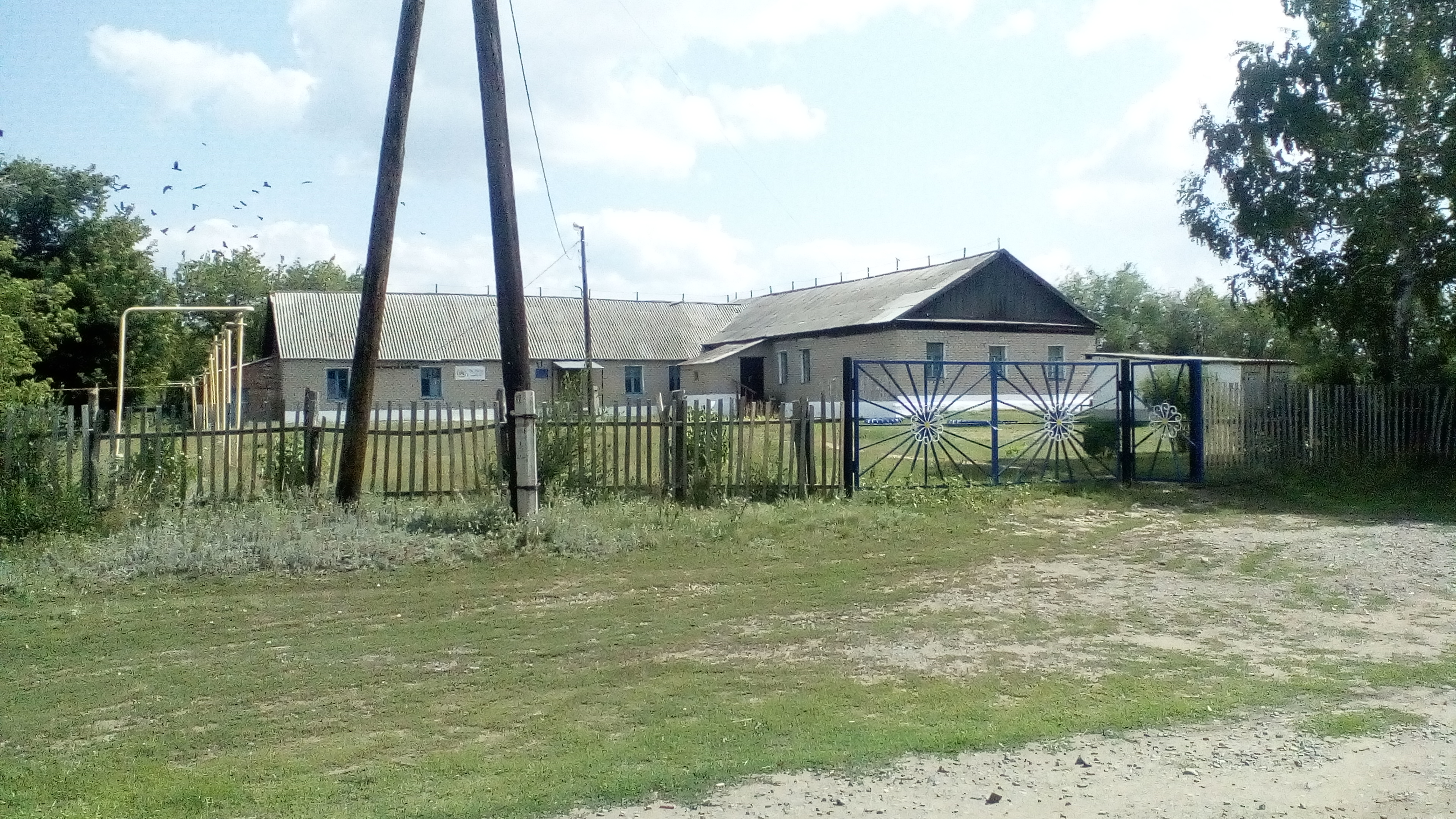
Козловская школа
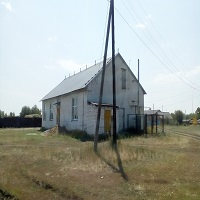
Сельский клуб СДК «Козловский»
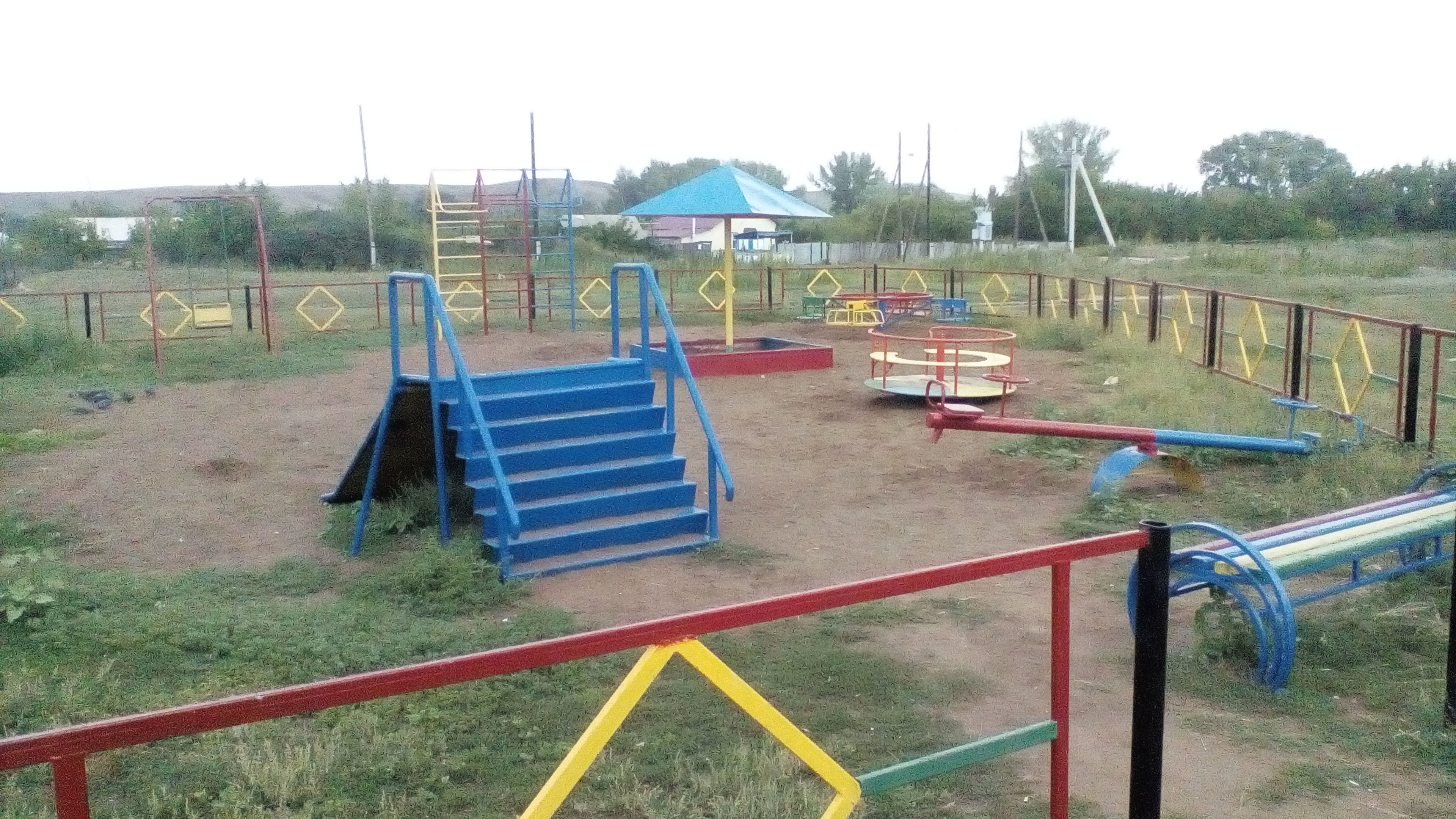
Детская площадка в Козловке